# Exoprosopa inaequalipes
Exoprosopa inaequalipes är en tvåvingeart som beskrevs av Friedrich Hermann Loew 1852. Exoprosopa inaequalipes ingår i släktet Exoprosopa och familjen svävflugor. Inga underarter finns listade i Catalogue of Life.